# .41 Short Colt
O .41 Short Colt é um cartucho de fogo central metálico que utilizava pólvora negra, desenvolvido pela Colt's Manufacturing Company em 1873 para o revólver de ação simples (SA), conhecido como "New Line".

## Histórico e características
Este cartucho para revólver foi introduzido no mercado americano para o revólver "New Line S A" em 1873. O cartucho tem um diâmetro de aro maior do que os cartuchos de designs mais recentes para revólveres com controle de tensão do gatilho. Pode ser usado nessas armas, mas é necessário carregar todas as outras câmaras. Após a introdução dos revólveres com controle de tensionamento do gatilho, a produção deste cartucho foi encerrada. O .41 Short Colt pode ser usado em revólveres com câmara para .41 Long Colt de forma intercambiável. Ambos os cartuchos tinham originalmente uma bala de lubrificação externa com um rebaixo na base que se ajustava ao "pescoço" do estojo.

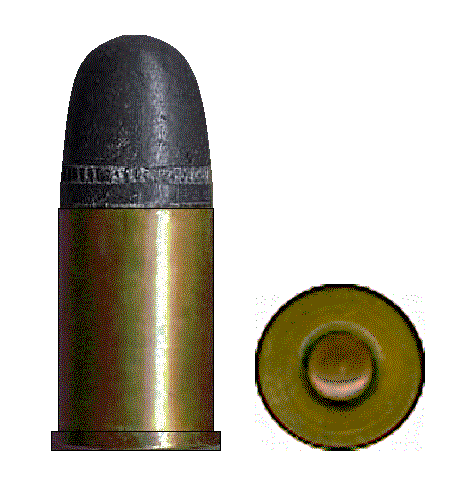
O cartucho .41 Short Colt.

| Dimensões |  | Existe uma variante mais curta ainda do .41 Short Colt, chamada ".41 Extra Short Colt": |